# Aquilegia japonica
Aquilegia japonica är en ranunkelväxtart som beskrevs av Takenoshin Nakai och Hara. Aquilegia japonica ingår i släktet aklejor, och familjen ranunkelväxter. Inga underarter finns listade i Catalogue of Life.